# World Curling Federation
World Curling Federation (WCF) är det internationella idrottsförbundet för curling.
Det bildades i mars 1965 i Perth, Skottland under namnet International Curling Federation (ICF) som en kommitté inom Royal Caledonian Curling Club.
Förbundet blev en självständig organisation 1982 och antog sitt nuvarande namn 1991.
WCF har alltid haft sitt huvudkontor i Perth med undantag för perioden 1994–2000 då det var förlagt till Edinburgh. 
WCF arrangerar VM i curling och EM i curling.

## Medlemmar
- Amerika
  -  Amerikanska Jungfruöarna
  -  Brasilien
  -  Dominikanska republiken
  -  Guyana
  -  Kanada
  -  Mexiko
  -  USA
- Europa
  -  Andorra
  -  Belgien
  -  Bulgarien
  -  Danmark
  -  England
  -  Estland
  -  Finland
  -  Frankrike
  -  Georgien
  -  Grekland
  -  Irland
  -  Island
  -  Israel
  -  Italien
  -  Kosovo
  -  Kroatien
  -  Lettland
  -  Liechtenstein
  -  Litauen
  -  Luxemburg
  -  Nederländerna
  -  Norge
  -  Polen
  -  Portugal
  -  Rumänien
  -  Ryssland
  -  Schweiz
  -  Serbien
  -  Skottland
  -  Slovakien
  -  Slovenien
  -  Spanien
  -  Sverige
  -  Tjeckien
  -  Turkiet
  -  Tyskland
  -  Ukraina
  -  Ungern
  -  Vitryssland
  -  Wales
  -  Österrike
- Pacific-Asien
  -  Afghanistan
  -  Australien
  -  Hongkong
  -  Japan
  -  Kazakstan
  -  Kina
  -  Kinesiska Taipei
  -  Kirgizistan
  -  Kuwait
  -  Mongoliet
  -  Nigeria
  -  Nya Zeeland
  -  Qatar
  -  Saudiarabien
  -  Sydkorea